# 2sad2disco
2sad2disco ist das zweite Studioalbum des deutschen Rappers und Sängers Apache 207. Es wurde in vier Kapiteln bzw. Singles vom 3. September 2021 bis zum 26. November 2021 veröffentlicht. Das gesamte Album erschien schließlich durch TwoSides am 10. Dezember 2021.

## Veröffentlichung
Apache 207 kündigte am 29. August 2021 auf seinem Instagram-Account erstmals die Veröffentlichung des Albums an. Er nannte außerdem den Titel. Das Album wurde in vier Kapiteln zu je drei Songs veröffentlicht: Kapitel I 2sad2disco erschien am 3. September 2021, Kapitel II Vodka am 1. Oktober, Kapitel III Thunfisch & Weinbrand am 5. November 2021 und Kapitel IV Sport am 26. November 2021. Außerdem veröffentlichte Apache 207 am 26. November 2021 die Single Sport. Das vierte Kapitel war zunächst Kapitel IV Goldener Käfig benannt.

## Titelliste
| #                                 | Titel                             | Produzent(en)                       | Länge |
| Kapitel I 2sad2disco              | Kapitel I 2sad2disco              | Kapitel I 2sad2disco                | 9:18  |
| --------------------------------- | --------------------------------- | ----------------------------------- | ----- |
| 1                                 | 2sad2disco                        | Sonus030                            | 3:22  |
| 2                                 | So weit                           | Jumpa, Koda, Magestick              | 3:09  |
| 3                                 | Weißes Kleid                      | Jumpa, Vito Kovach                  | 2:46  |
| Kapitel II Vodka                  | Kapitel II Vodka                  | Kapitel II Vodka                    | 9:00  |
| 4                                 | Vodka                             | Miksu, Macloud, Lee                 | 3:06  |
| 5                                 | Lamborghini Doors                 | Jumpa, Koda                         | 2:52  |
| 6                                 | An der Uhr gedreht                | Lucry, Suena                        | 3:01  |
| Kapitel III Thunfisch & Weinbrand | Kapitel III Thunfisch & Weinbrand | Kapitel III Thunfisch & Weinbrand   | 9:03  |
| 7                                 | Thunfisch & Weinbrand             | Worstbeatz, Miksu, Macloud, Juh-Dee | 3:18  |
| 8                                 | Rhythm of the Night               | Goldfinger030, Riddla               | 2:46  |
| 9                                 | Schrei                            | Sonus030, Berky                     | 2:58  |
| Kapitel IV Sport                  | Kapitel IV Sport                  | Kapitel IV Sport                    | 8:52  |
| 10                                | Sport                             | Jumpa                               | 2:55  |
| 11                                | Der Teufel weint                  | Jumpa, Magestick                    | 3:10  |
| 12                                | Nebengasse                        | Stickle                             | 2:47  |

## Rezeption

### Rezensionen
Dominik Lippe vom Magazin laut.de gab dem Album 2 von 5 Sternen und schrieb, das Konzept falle „eine Spur zu schräg“ aus. Er kritisierte außerdem die Texte als „albern bis grenzwertig“.
Felix Goth von Eventim lobte Der Teufel weint und schrieb, der Song bringe das Album zu einem würdigen Abschluss.

### Charts und Chartplatzierungen
2sad2disco verfehlte nach Veröffentlichung zunächst den Einstieg in die Albumcharts. Im Zuge der Veröffentlichung der Dokumentation Apache bleibt gleich stieg der Tonträger am 30. September 2022 auf Platz 82 in die deutschen Albumcharts ein und erreichte drei Wochen später Position 56. In den Ö3 Austria Top 40 erreichte 2sad2disco am 11. Oktober 2022 Rang 38 und in der Schweizer Hitparade am 16. Oktober 2022 Platz 60. Für Apache 207 stellt dies jeweils den dritten Charterfolg in den Albumcharts dar.
| ChartsChartplatzierungen | Höchstplatzierung | Wochen |
| ------------------------ | ----------------- | ------ |
| Deutschland (GfK)        | 56 (5 Wo.)        | 5      |
| Österreich (Ö3)          | 38 (1 Wo.)        | 1      |
| Schweiz (IFPI)           | 60 (1 Wo.)        | 1      |